# Sadush Danaj
Sadush Danaj, född den 6 november 1988 i Lezha i Albanien, är en albansk fotbollsspelare som spelar för KF Laçi i Albanien. Han spelar primärt i defensivt mittfält.